# Chantal Berthelot
Chantal Berthelot là một chính trị gia người Pháp, cựu thành viên của Quốc hội Pháp đại diện cho bộ phận Guiana thuộc Pháp.

## Tiểu sử

### Đầu đời
Năm 1993, Chantal Berthelot thành lập một liên minh nông nghiệp, Nhóm Nông dân vùng Guyana (GRAG). Chuyên gia thường trực trong Ban Giám đốc của Văn phòng Phát triển Kinh tế Nông nghiệp của các Bộ Ngoại giao (1990-1997), bà là Chủ tịch Trung tâm Quản lý và Kinh tế Nông thôn của Guyana từ năm 1985 đến 1998.

### Sự nghiệp chính trị
Được bầu làm ủy viên hội đồng khu vực vào năm 1998 và 2004 trong danh sách của Đảng Xã hội Guianese, bà là phó chủ tịch đầu tiên của Hội đồng khu vực Guiana thuộc Pháp. Năm 2010, cô là người đứng đầu danh sách trong cuộc bầu cử khu vực Guiana thuộc Pháp.

### Đại biểu quốc hội
Chantal Berthelot được bầu vào Quốc hội Pháp vào ngày 17 tháng 6 năm 2007, đại diện cho khu vực bầu cử thứ hai của Guiana thuộc Pháp với sự hỗ trợ của Đảng Xã hội Guianese và Đảng Xã hội. Cô được bầu lại vào năm 2012.
Vào ngày 10 tháng 6 năm 2017, cô đã bị loại ngay từ vòng đầu tiên với 19,48% số phiếu bầu, trước Lénaïck Adam, ứng cử viên REM và một ứng cử viên đã công bố phong trào phản kháng vào tháng 3 năm 2017, Davy Rimane. Sau khi bị loại, cô tiếp tục làm việc toàn thời gian với tư cách là một nông dân ở Macouria.